# Parasia
Parasia è una suddivisione dell'India, classificata come census town, di 8.684 abitanti, situata nel distretto di Bardhaman, nello stato federato del Bengala Occidentale. In base al numero di abitanti la città rientra nella classe V (da 5.000 a 9.999 persone).

## Geografia fisica
La città è situata a 23° 38' 49 N e 87° 09' 33 E.

## Società

### Evoluzione demografica
Al censimento del 2001 la popolazione di Parasia assommava a 8.684 persone, delle quali 4.859 maschi e 3.825 femmine. I bambini di età inferiore o uguale ai sei anni assommavano a 1.221, dei quali 668 maschi e 553 femmine. Infine, coloro che erano in grado di saper almeno leggere e scrivere erano 4.749, dei quali 3.141 maschi e 1.608 femmine.